# Fader, under detta namn
 Fader, under detta namn är en psalm av Samuel Ödmann i fem verser. Den är ett originalverk av Ödmann, som omarbetades till anslaget Fader, jag i detta namn, nr 335 i 1937 års psalmbok. Redan innan psalmen förelåg 1819, brukade särskilt yngre präster läsa första strofen, efter att Fader vår reciterats i inledningen till predikan. Melodin är nr 215 Jesus allt mitt goda är.
Psalmen inleds 1819 med orden:
Fader, under detta namn,
Nalkas jag med hopp och gjuter;
Mina suckar i din famn.
Viss att du mig ej förskjuter.

## Publicerad i
- 1819 års psalmbok som nr 14 med titeln Fader, under detta namn under rubriken "Guds väsende och egenskaper, Godhet och barmhärtighet".
- 1937 års psalmbok som nr 335 med titeln Fader, jag i detta namn under rubriken "Bönen".